# Brachypogon curtus
Brachypogon curtus är en tvåvingeart som beskrevs av Debenham 1991. Brachypogon curtus ingår i släktet Brachypogon och familjen svidknott. Inga underarter finns listade i Catalogue of Life.